# Rhodometra subrosearia
Rhodometra subrosearia är en fjärilsart som beskrevs av Otto Staudinger 1871. Rhodometra subrosearia ingår i släktet Rhodometra och familjen mätare. Inga underarter finns listade.